# گاه‌شماری جوکیو
گاه‌شماری جوکیو (به ژاپنی: 貞享暦 Jōkyō-reki) یک نوع گاه‌شماری شمسی–قمری در ژاپن بود. این گاه‌شماری دوره ادو از سال ۱۶۸۴ تا ۱۷۵۳ بکار برده می‌شد. این گاه‌شماری به‌طور رسمی از سال ۱۶۸۵ تصویب شد.